# Pierson (Florida)
Pierson es un pueblo ubicado en el condado de Volusia en el estado estadounidense de Florida. En el Censo de 2010 tenía una población de 1.736 habitantes y una densidad poblacional de 76,47 personas por km².

## Geografía
Pierson se encuentra ubicado en las coordenadas 29°14′16″N 81°27′39″O / 29.23778, -81.46083. Según la Oficina del Censo de los Estados Unidos, Pierson tiene una superficie total de 22.7 km², de la cual 21.19 km² corresponden a tierra firme y (6.66%) 1.51 km² es agua.

## Demografía
Según el censo de 2010, había 1.736 personas residiendo en Pierson. La densidad de población era de 76,47 hab./km². De los 1.736 habitantes, Pierson estaba compuesto por el 57.49% blancos, el 4.78% eran afroamericanos, el 0.35% eran amerindios, el 0.46% eran asiáticos, el 0% eran isleños del Pacífico, el 34.97% eran de otras razas y el 1.96% pertenecían a dos o más razas. Del total de la población el 54.15% eran hispanos o latinos de cualquier raza.